# Blackfoot (Idaho)
Pour les articles homonymes, voir Blackfoot.
La ville de Blackfoot est le siège du comté de Bingham, dans l’État de l’Idaho, aux États-Unis. Sa population s’élevait à 11 899 habitants lors du recensement de 2010, estimée à 11 922 habitants en 2017.

## Démographie
| Groupe                | Blackfoot | Idaho | États-Unis |
| --------------------- | --------- | ----- | ---------- |
| Blancs                | 83,1      | 89,1  | 72,4       |
| Autres                | 9,1       | 5,1   | 6,4        |
| Amérindiens           | 3,5       | 1,4   | 0,9        |
| Métis                 | 2,8       | 2,5   | 2,9        |
| Asiatiques            | 1,1       | 1,2   | 4,8        |
| Afro-Américains       | 0,3       | 0,6   | 12,6       |
| Hawaïens et Océaniens | 0,2       | 0,2   | 0,2        |
| Total                 | 100       | 100   | 100        |
|                       |           |       |            |
| Latino-Américains     | 18,4      | 11,2  | 16,7       |

Selon l'American Community Survey pour la période 2010-2014, 82,52 % de la population âgée de plus de 5 ans déclare parler l'anglais à la maison, 15,27 % déclare parler l'espagnol et 2,21 % une autre langue.
| 1880 | 1890 | 1900  | 1910  | 1920  | 1930  |
| ---- | ---- | ----- | ----- | ----- | ----- |
| 285  | 538  | 1 000 | 2 202 | 3 937 | 3 199 |

| 1940  | 1950  | 1960  | 1970  | 1980   | 1990  |
| ----- | ----- | ----- | ----- | ------ | ----- |
| 3 681 | 5 780 | 7 378 | 8 716 | 10 065 | 9 646 |

| 2000   | 2010   | - | - | - | - |
| ------ | ------ | - | - | - | - |
| 10 419 | 11 899 | - | - | - | - |

## Source
- (en) Cet article est partiellement ou en totalité issu de l’article de Wikipédia en anglais intitulé « Blackfoot, Idaho » (voir la liste des auteurs).